# Allothyrus australasiae
Allothyrus australasiae är en spindeldjursart som först beskrevs av Womersley 1935.  Allothyrus australasiae ingår i släktet Allothyrus och familjen Allothyridae. Inga underarter finns listade i Catalogue of Life.